# Callionymus scabriceps
Callionymus scabriceps, tên thông thường là cá đàn lia Jolo, là một loài cá biển thuộc chi Callionymus trong họ Cá đàn lia. Loài này được mô tả lần đầu tiên vào năm 1941.

## Phân bố và môi trường sống
C. scabriceps được tìm thấy tại Philippines và đảo Đài Loan. Chúng sống trên cát, được thu thập ở độ sâu khoảng 3 m trở lại.

## Mô tả
Chiều dài lớn nhất được ghi nhận ở C. scabriceps là khoảng 8 cm.